# Сига (Пећ)
Сига (алб. Sigë) је насељено место у општини Пећ, на Косову и Метохији. Према попису становништва из 2011. у насељу је живело 346 становника.

## Положај
Атар насеља се налази на територији катастарске општине Сига површине 354 ha. Село се налази у Метохијском подгору, у подножју планине Русолије.

## Историја
Под планином Русолијом постојала је врло стара црква, са зидовима који су местимично били високи и до четири метра. По предању, црква је била старија од манастира Дечана. На њеним темељима је 1937. године почела градња нове цркве Св. Димитрија, која је прекинута 1941. године. Током Другог светског рата српску цркву у селу су опљачкали и демолирали Албанци. Завршетак радова и освећење храма је обављено 1977. године. Покрај храма је извор са, како се верује, лековитом водом. Очувано је старо српско гробље, са неколико примерака старих надгробних камених плоча и већих крстача.

## Становништво
До 1999. године у селу је било око 150 Срба. Према попису из 2011. године, Сига има следећи етнички састав становништва:
| Националност | 2011.        |
| Албанци      | 331 (95,66%) |
| Бошњаци      | 8 (2,31%)    |
| Срби         | 3 (0,86%)    |
| Ашкалије     | 1 (0,28%)    |
| други        | 3 (0,89%)    |
| Укупно       | 346          |

| Демографија | Демографија | Демографија |
| Година      | Становника  | Становника  |
| ----------- | ----------- | ----------- |
| 1948.       | 163         |             |
| 1953.       | 189         |             |
| 1961.       | 189         |             |
| 1971.       | 340         |             |
| 1981.       | 419         |             |
| 1991.       | 428         |             |
| 2011.       | 346         |             |